# Мангеттен (Канзас)
Мангеттен (англ. Manhattan) — місто (англ. city) в США, в округах Райлі і Поттаватомі штату Канзас. Населення — 54 100 осіб (2020).

## Географія
Мангеттен розташований за координатами 39°11′18″ пн. ш. 96°36′21″ зх. д. / 39.18833° пн. ш. 96.60583° зх. д. (39.188307, -96.605864). За даними Бюро перепису населення США в 2010 році місто мало площу 48,67 км², з яких 48,59 км² — суходіл та 0,08 км² — водойми.

### Клімат
| Клімат : Мангеттен                    | Клімат : Мангеттен | Клімат : Мангеттен | Клімат : Мангеттен | Клімат : Мангеттен | Клімат : Мангеттен | Клімат : Мангеттен | Клімат : Мангеттен | Клімат : Мангеттен | Клімат : Мангеттен | Клімат : Мангеттен | Клімат : Мангеттен | Клімат : Мангеттен | Клімат : Мангеттен |
| Показник                              | Січ.               | Лют.               | Бер.               | Квіт.              | Трав.              | Черв.              | Лип.               | Серп.              | Вер.               | Жовт.              | Лист.              | Груд.              | Рік                |
| Абсолютний максимум, °C               | 23,9               | 28,9               | 35,0               | 37,2               | 39,4               | 44,4               | 46,1               | 46,7               | 44,4               | 36,7               | 30,6               | 25,0               | 46,7               |
| Середній максимум, °C                 | 4,8                | 8,1                | 13,9               | 19,6               | 24,8               | 30,1               | 33,1               | 32,3               | 27,7               | 20,9               | 13,0               | 5,8                | 19,5               |
| Середня температура, °C               | −1,6               | 1,1                | 6,4                | 12,5               | 18,4               | 23,7               | 26,6               | 25,6               | 20,4               | 13,6               | 6,2                | −0,4               | 12,7               |
| Середній мінімум, °C                  | −8,1               | −5,9               | −0,9               | 5,4                | 12,0               | 17,2               | 20,2               | 18,8               | 13,2               | 6,2                | −0,7               | −6,7               | 5,9                |
| Абсолютний мінімум, °C                | −35                | −37,2              | −24,4              | −15                | −5                 | 3,9                | 3,3                | 4,4                | −3,3               | −10,6              | −22,8              | −30                | −37,2              |
| Норма опадів, мм                      | 17                 | 28                 | 63                 | 82                 | 128                | 145                | 116                | 105                | 87                 | 66                 | 43                 | 27                 | 907                |
| Днів з опадами                        | 5,0                | 5,6                | 8,0                | 10,0               | 12,5               | 11,7               | 9,6                | 10,1               | 8,6                | 8,1                | 7,1                | 5,5                | 101,8              |
| Днів зі снігом                        | 2,8                | 2,3                | 1,0                | ,1                 | 0                  | 0                  | 0                  | 0                  | 0                  | 0                  | ,7                 | 2,6                | 9,6                |
| ------------------------------------- | ------------------ | ------------------ | ------------------ | ------------------ | ------------------ | ------------------ | ------------------ | ------------------ | ------------------ | ------------------ | ------------------ | ------------------ | ------------------ |
| Джерело: NOAA (extremes 1893–present) |                    |                    |                    |                    |                    |                    |                    |                    |                    |                    |                    |                    |                    |

## Демографія
Згідно з переписом 2010 року, у місті мешкала 52 281 особа в 20 008 домогосподарствах у складі 9466 родин. Густота населення становила 1074 особи/км². Було 21619 помешкань (444/км²).
Расовий склад населення:
| - 83,5 % — білих - 5,5 % — чорних або афроамериканців - 5,1 % — азіатів - 0,5 % — корінних американців - 0,2 % — вихідців з тихоокеанських островів - 1,7 % — осіб інших рас |

До двох чи більше рас належало 3,5 %. Частка іспаномовних становила 5,8 % від усіх жителів.
За віковим діапазоном населення розподілялося таким чином: 15,3 % — особи молодші 18 років, 77,2 % — особи у віці 18—64 років, 7,5 % — особи у віці 65 років та старші. Медіана віку мешканця становила 23,8 року. На 100 осіб жіночої статі у місті припадало 103,6 чоловіків; на 100 жінок у віці від 18 років та старших — 103,4 чоловіків також старших 18 років.
Середній дохід на одне домашнє господарство становив 61 164 долари США (медіана — 43 104), а середній дохід на одну сім'ю — 86 542 долари (медіана — 72 452). Медіана доходів становила 41 880 доларів для чоловіків та 34 336 доларів для жінок. За межею бідності перебувало 26,2 % осіб, у тому числі 8,9 % дітей у віці до 18 років та 5,5 % осіб у віці 65 років та старших.
Цивільне працевлаштоване населення становило 28 391 осіб. Основні галузі зайнятості: освіта, охорона здоров'я та соціальна допомога — 36,2 %, роздрібна торгівля — 13,3 %, мистецтво, розваги та відпочинок — 13,1 %.